# 2019冠狀病毒病香港疫情
2019冠狀病毒病香港疫情是2019冠狀病毒病疫情大流行的一部份。2020年1月23日，衛生防護中心正式宣布有一名於1月21日從武漢出發在深圳北站轉乘廣深港高鐵抵港的中國內地男旅客確診，揭開2019冠狀病毒病在香港流行之序幕。2月4日，香港首次出現3宗本地感染個案，病毒正式落地生根，之後陸續發生數波較多人受感染的疫情，2021年疫情曾經一度受控及有多個月無本地個案，但疫情在2022年元旦後再度復熾，傳染性極強的Omicron變異病毒BA.2亞型於2022年1月由檢疫酒店流入社區後急速擴散，2022年農曆新年後疫情進一步惡化。3月3日為第五波疫情的峰頂，單日經快速抗原測試及核酸檢測的陽性個案達76,991宗，3月中旬的單日檢測陽性個案逐步下跌。香港大學李嘉誠醫學院的研究顯示香港第五波疫情實際上最少有358萬人受感染，加上超過8成人口已接種最少兩劑疫苗，香港已出現群體免疫，確診個案會漸趨減少，並且在疫苗接種率進一步提高下具備逐步取消防疫限制的條件，香港社會將得以恢復正常。除非出現全新的變種病毒，否則未來一年再出出現如第五波般大爆發的機會很微。
截至2023年1月29日，香港政府公佈的累計檢測陽性個案有2,876,106宗。當中，核酸檢測佔1,215,651宗，快速抗原檢測佔1,660,455。核酸檢測中，確診個案佔532,285宗，無症狀感染佔418,940宗，復陽個案佔31宗。疫情以來累計死亡個案有13,333宗。當局指死亡數字是指病人在身故時被驗出對病毒呈陽性的人數，未必全部因感染2019冠狀病毒病而導致死亡。政府專家顧問、中大呼吸系統科講座教授許樹昌分析其中的120宗個案，死於感染冠狀病毒為38%，只是帶病毒卻因為其他原因死亡佔37%，當中更有疑為跳樓自殺的死者只因對病毒檢測呈陽性亦被當作死於感染病毒，醫院管理局承認未能就死亡個案的數量提供實際數據。許樹昌又表示香港人均壽命高於世界大部分地區，香港死亡病例的年齡中位數屬相當高齡的85歲，當中大部分沒有接種疫苗，又有長期病患，而且有6成長者在入院前已決定不接受急救，才會導致香港的染疫死亡率較高。政府專家顧問、港大醫學院內科學系臨床教授孔繁毅表示香港的受感染人數遠高於政府的官方數字，因此死亡率被高估至0.6%，根據港大醫學院的傳染病學模型推算在2022年3月尾有超過400萬人受感染，如以該數字計算的死亡率僅為0.18%，稍高於每年流感的0.10%死亡率，衛生防護中心及後將死亡率改稱為病死率，又稱有3至4成的病死患者與受病毒感染沒有直接關係，特首林鄭月娥於3月29日承認按常理患者數量是不只現在公佈的100萬人，或者起碼有四分之一的香港人口已經確診，日後會再整理數據及分析病死率。2022年5月20日，政府專家顧問成員之一的港大微生物學系講座教授袁國勇表示香港已建立起重症防護屏障，衛生署衛生防護中心仍在每天發表確診數字是不重要及做法過時，應該將焦點放在需要入院及重症治療的數字，確保醫療系統不會癱瘓即可，強調香港要把握好在2022年夏季達成社會復常及放寬防疫措施的「黃金機會」。
2022年7月15日，政府專家顧問港大微生物學系講座教授袁國勇、港大內科學系傳染病科主任及臨牀教授孔繁毅，聯同港大微生物學系名譽臨牀副教授龍振邦及臨牀助理教授薛達撰文並刊載於香港大學亞洲環球研究所雜誌，指出疫情正邁向「風土病」，香港要避免醫療系統在冬季災難性崩潰，便要趁病毒活躍度較低的夏季建立起「混合免疫」，透過接種疫苗並自然感染產生最強的預防重症免疫力，由於現時香港的疫苗接種率已達到高水平，所以現在應放寬社交距離措施，及取消低效的圍封強檢，容許病毒低度傳播，並且儘早為嬰兒及幼童普及接種疫苗，將有助於在病毒較活躍的冬季來臨前建立好混合免疫。2022年6月起，香港疫情再度反彈，9月8日單日新增11,091宗確診，創3月下旬以來最高。
2022年9月19日，袁國勇再次聯同港大名譽助理教授龍振邦、臨床副教授陳福和和生物化學系教授金冬雁在網上媒體《灼見名家》撰文，表示香港已建立防重症免疫屏障，即使經歷新一輪爆發重症及死亡仍維持在低水平，新冠病毒已在香港紥根並成為風土病。他們建議政府應該容許已接種疫苗者逐步回復正常生活，例如撤銷有關食肆的營業時間及人數等限制，對外則實施以檢測取代檢疫的入境措施，以加速邁向復常。9月24日，行政長官李家超召開記者會宣佈自2022年9月26日起全面取消海外及臺灣入境人士的酒店檢疫安排，象徵着因清零政策而封閉了近三年的關口正式重新對外開放，但香港仍然成為全球少數未能擺脫強制檢測等疫區措施及社會運作未能恢復正常的地區。
2022年12月28日，政府宣佈優化和解除大部分防疫限制措施，當局於29日起不再界定密切接觸者和發出檢疫令，取消疫苗通行證，以及入境強制核酸檢測，只維持口罩令；所有地方人士抵港當天和之後毋需進行強制核酸檢測。2023年1月19日，政府決定在1月30日起對感染人士撤銷隔離令安排，不再向確診者發隔離令，確診者毋須呈報，改為發出健康措施建議，無症狀患者可自由外出或上班，學生則不應上課直至快測陰性。 2月28日，港府宣布由3月1日起取消口罩令，為全球最後一個取消口罩令地區。
2023年4月起，香港疫情再次反彈，並引發第六波疫情，每日新增核酸檢測確診達到500多宗，污水病毒量亦重回去年12月高峰水平，但因中國大陸放棄對新冠病毒實行清零政策，因此香港政府並無意重啓防疫措施。
2023年5月30日，政府公布即時將應變級別由「緊急」調低至「戒備」。

## 第一波疫情

### 第一波（2020年1月下旬至2月下旬）

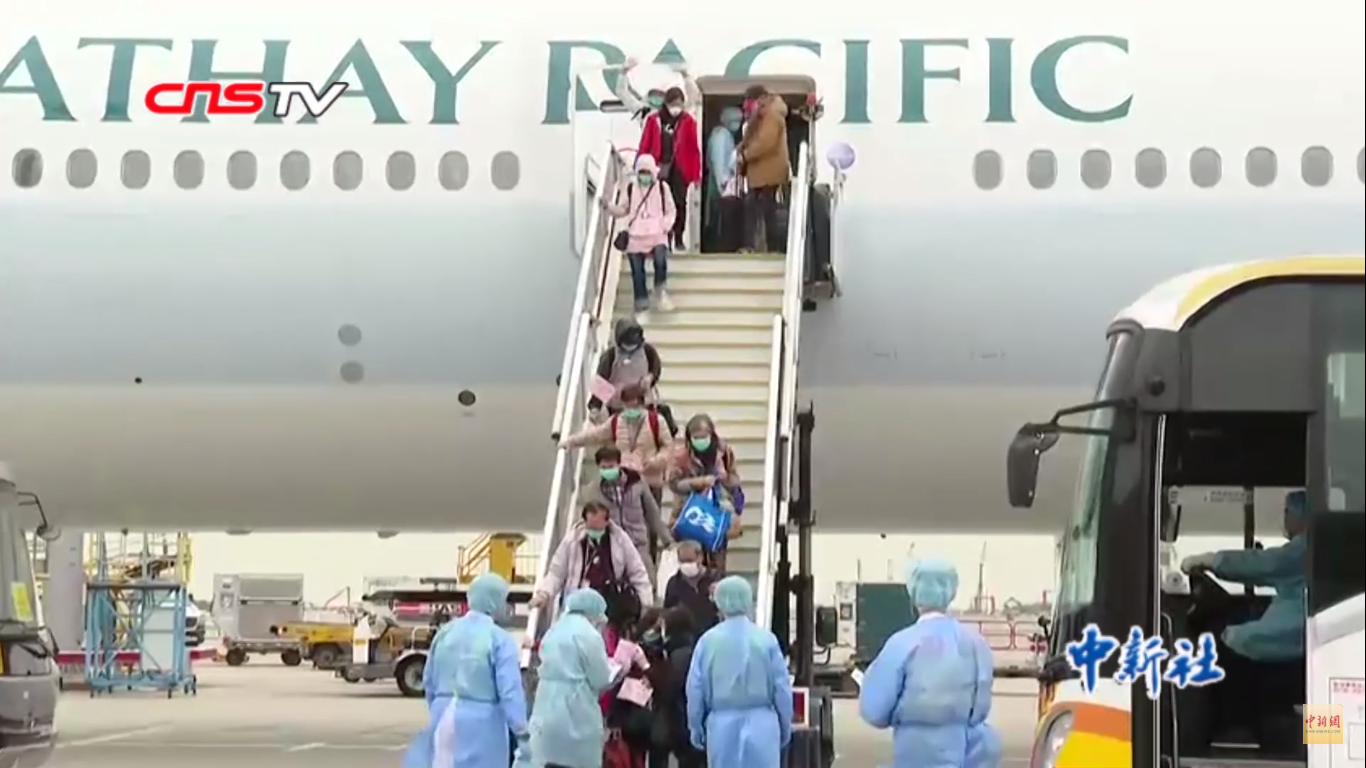
2020年2月20日，首架接載「鑽石公主」號郵輪上106名香港居民的專機抵達香港國際機場，乘客隨即被送往駿洋邨進行為期14天的強制檢疫

2020年1月21日，中國武漢市一名39歲男旅客經深圳市乘搭廣深港高速鐵路入境香港，1月23日確診為香港首宗病例，隨後持續有感染個案從中國內地傳入，政府在1月30日關閉六個往來中國內地的口岸。武漢的一對夫婦在當地爆發疫情及受到感染後前往香港，與已由武漢移居到香港及居於油麻地御金·國峯的37歲女兒鄧晞匯合，該對夫婦與鄧晞先後於1月29日及31日確診，成為香港首宗「人傳人」個案。2月5日，政府進一步關閉包括港澳客輪碼頭等多個出入境口岸，僅開放香港國際機場、深圳灣管制站及港珠澳大橋香港口岸，並實施多項措施，然而香港仍然出現本地傳染個案，期間發生「打邊爐家族」、「福慧精舍佛堂群組」等群聚感染，引發第一波疫情。疫情在2月下旬至3月中旬一度有放緩跡象，政府部門在3月2日恢復上班，康文署重開部份設施。

## 第二波疫情

### 第二波（2020年3月中旬至4月下旬）
歐洲疫情於3月突然惡化導致「港人回流潮」，由3月中旬起輸入個案大幅增加，他們把病毒帶入社區，形成第二波疫情。當中以輸入個案為主，期間亦出現「婚宴群組」、「酒吧群組」、「卡拉OK群組」的感染個案。同時，港府設立入境限制措施，例如禁止非香港居民入境及要求外地回港人士必需強制檢疫14日、施加「限聚令」、向食肆施加防疫規定、關閉表列處所等，新增個案在4月中旬逐步減少，限制措施在5月逐漸放寬，5月及6月連續多日無本地個案。

## 第三波疫情

### 第三波（2020年7月上旬至9月下旬）

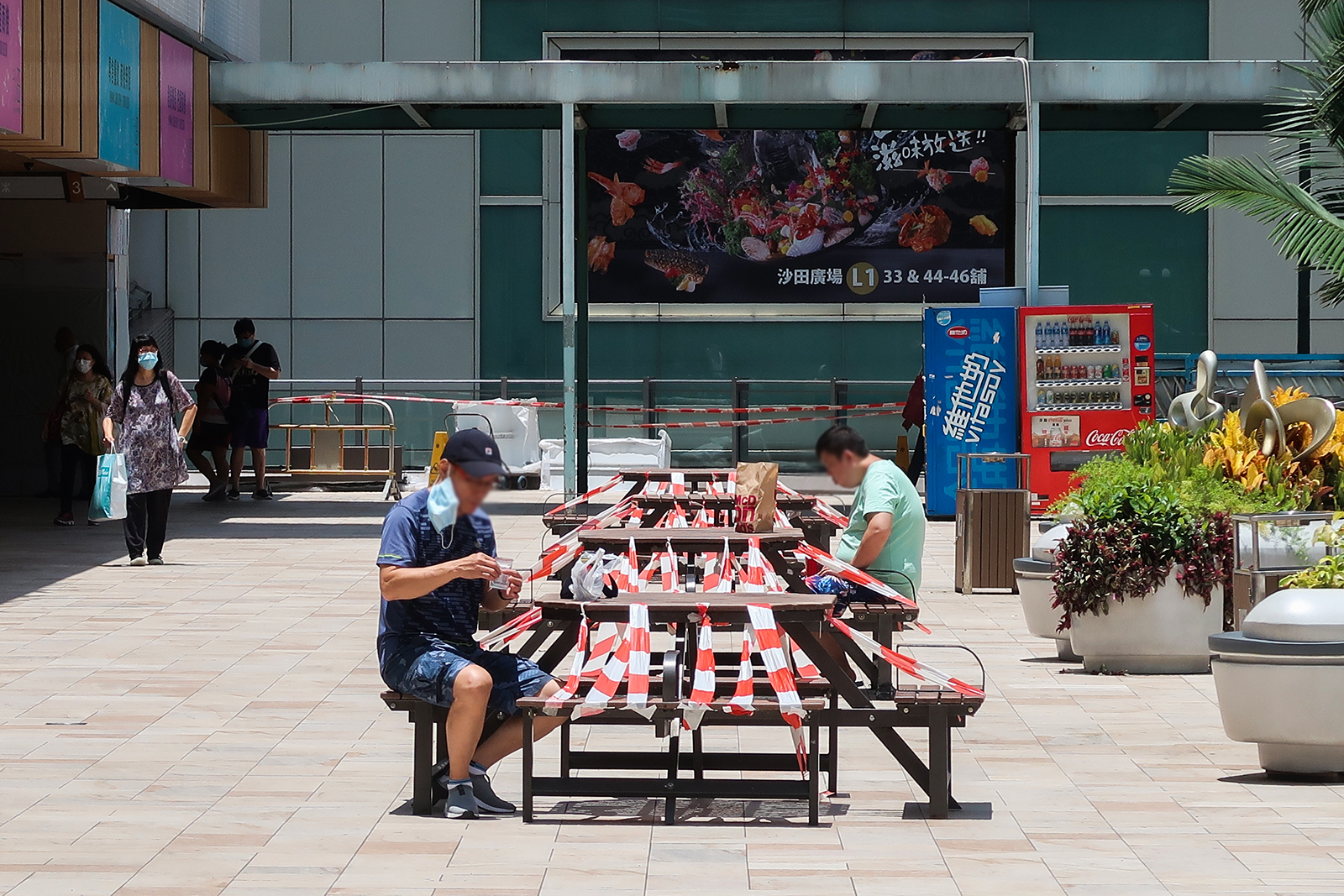
2020年7月29日，政府勒令全港食肆全日禁止堂食。首天市民只能抵受炎熱天氣，在戶外被圍封的範圍進食

政府接受香港船東會的游說容許外地海員及機組人員豁免檢疫，卻有部分染疫的海員登岸後進入社區，導致2020年7月上旬的本地個案數字逐步上升，掀起第三波疫情。7月19日出現單日過百宗確診個案，又出現「慶回歸群組」、「富臨生日宴群組」、「葵青貨櫃碼頭群組」、「大圍交通城群組」的傳播鏈，之後連續多日錄得百多宗確診，7月29日，特區政府實行全日禁止食肆堂食，措施引起反對，而僅維持一天便取消。何栢良認為，政府實施食肆全日禁堂食措施原意是好的，但未有其他措施配合，例如有人需在廁所用膳，病毒傳播風險可能比在餐廳用膳更高。他指出，可重新開放午市堂食，但餐廳防疫工作要更安全，包括下調每枱人數、放置隔板、背對背坐或面對牆壁用膳等；又提醒市民，用膳時不要多人聚集、不要傾談，用膳後戴上口罩再說話。7月30日錄得149宗確診個案，為第三波疫情最高。由於此波疫情中染疫者年齡較高，固死亡率亦因而上升。第三波疫情在7月下旬和8月上旬達到高峰後逐步放緩，政府在8月下旬逐步放寬防疫措施。此後雖然偶有群組感染，但大多規模較小，未有再次在社區引起爆發。

## 第四波疫情

### 第四波（2020年11月下旬至2021年5月下旬）

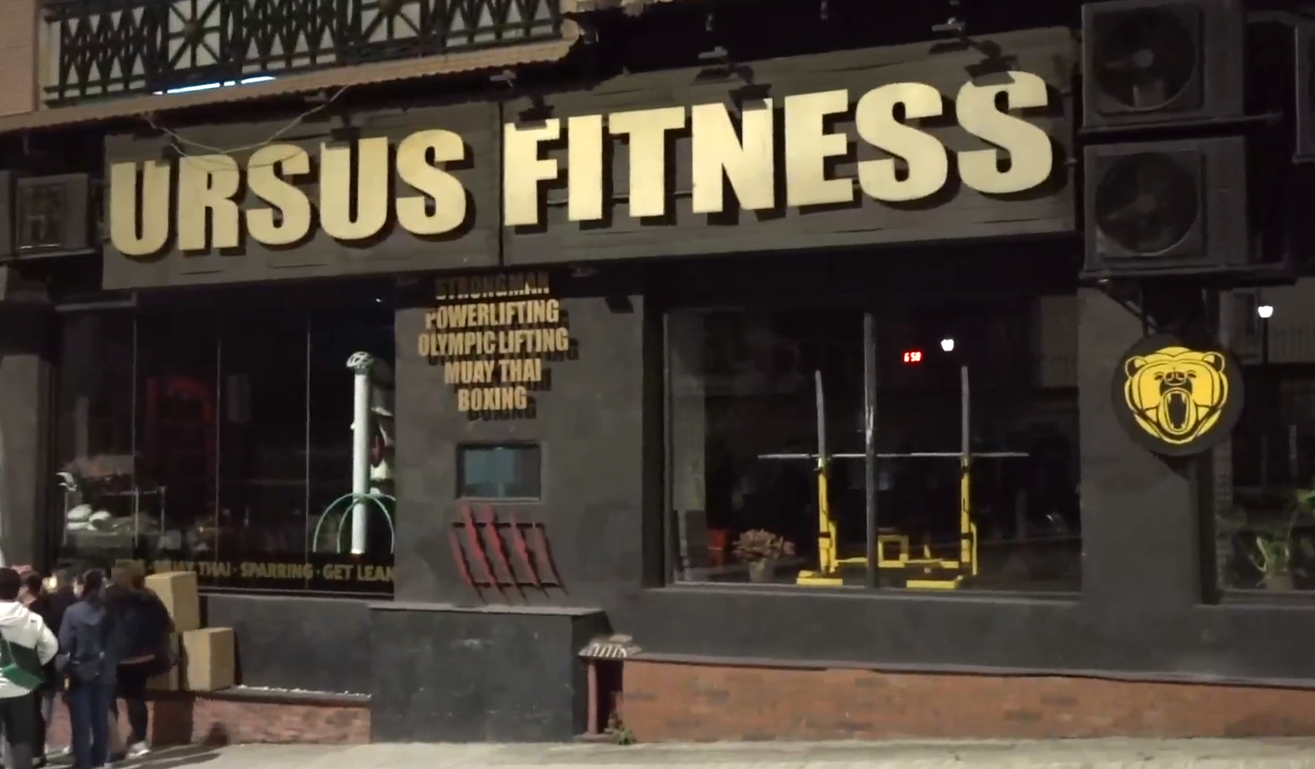
西營盤URSUS FITNESS健身中心群組掀起超過140人的大爆發，政府其後要求健身中心人士戴口罩及全港健身室職員強制檢測

直到11月19日一名75歲女商人到訪位於灣仔駱克道三湘大廈的Starlight Dance Club，之後有多名曾經到訪該舞廳的人士先後確診，引發「歌舞群組」，被視為第四波疫情開始，確診數字在11月29日升至這波最高的115宗。雖然政府在12月2日起已收緊防疫措施，但疫情回落的速度緩慢，在2021年1月中旬更出現反彈，期間亦在多個建築工地發生地盤群組疫情。疫情終在1月下旬逐步放緩，雖然及後爆發「K11 MUSEA名潮食館群組」及西環「URSUS FITNESS健身中心群組」，但在政府加快追蹤密切接觸者下，兩個群組未有再在社區進一步擴散，第四波疫情在5月下旬正式結束。期間雖然有在機場工作的人員、豁免檢疫人士及抵港人士在完成檢疫後染疫並進入社區，但均未有導致社區爆發另一波疫情，香港於2021年年中至年尾連續8個月達致社區感染個案清零，港府又對國際來港航班實施更嚴格的限制以便優先與中國大陸通關，但中港兩地商討通關進程緩慢，至2022年初兩地都爆發大規模疫情導致中港通關無期。

## 第五波疫情

### 2021年12月下旬至2022年1月中旬

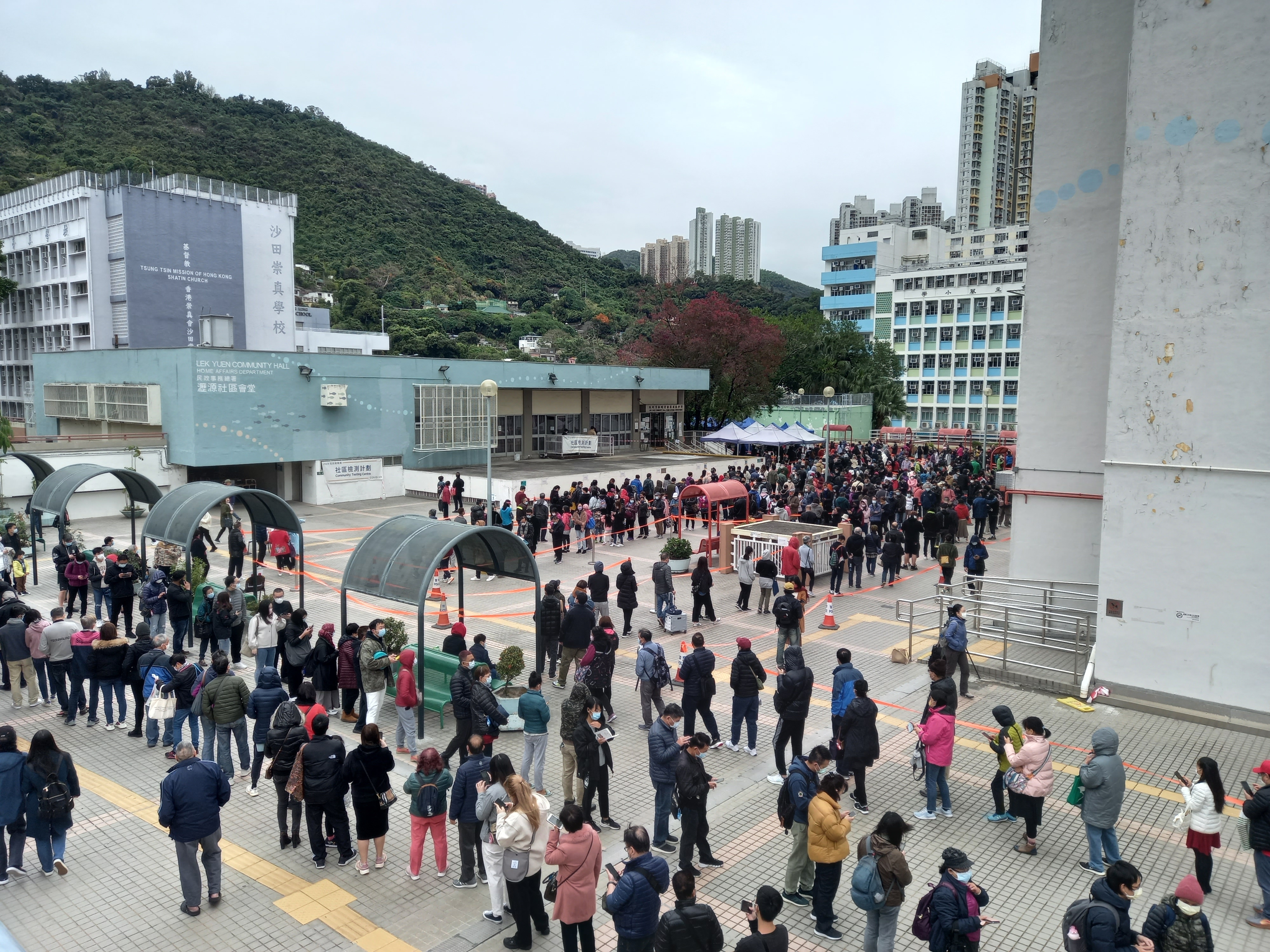
2月3日，沙田市中心多處發現污水監測結果對病毒呈陽性，多個地方被納入強制檢測公告，瀝源社區會堂外有大批市民排隊等候強制檢測

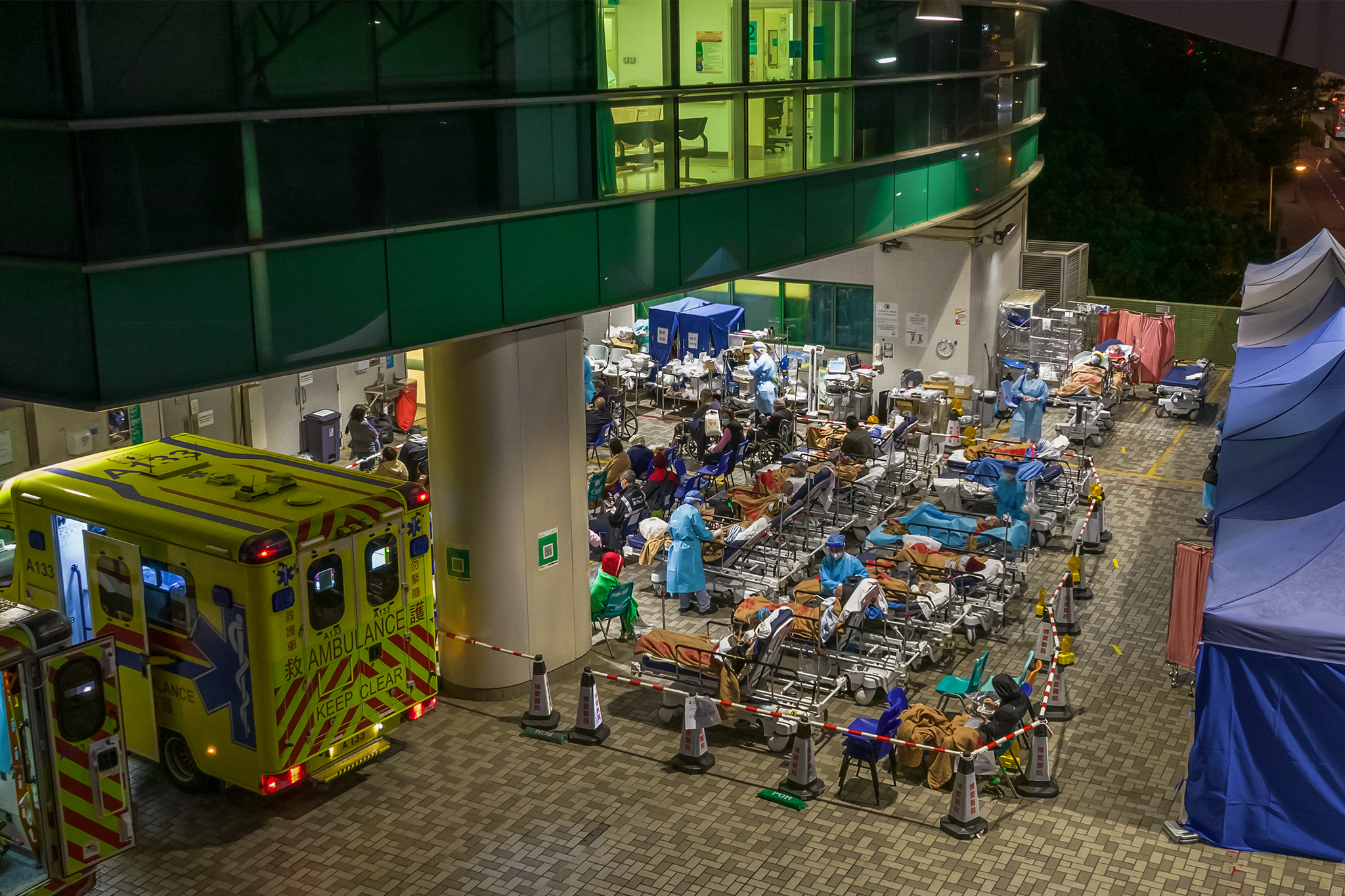
2月17日，博愛醫院將急症室對出的露天停車場設置為帳篷用作臨時安置患者，有視察過的官員形容情況如第三世界。

香港在2021年12月下旬開始出現第五波疫情，政府容許國泰航空採用「客機去貨機返」的方式運作，卻增加了變種病毒傳入的風險，因為有數名以「貨機機組人員」身份飛回香港的機艙服務員未有依照抵港後立即回家自我隔離的規定，導致Omicron變異病毒株BA.1亞型流入社區並發展為不同的傳播群組，包括由屯門男機艙服務員引發的「望月樓群組」、由北角女機艙服務員母親引發的「維園廣場跳舞群組」及「陸田園餐廳群組」，雖然本地個案數字開始上升，但當局其後稱截斷了上述機組人員相關的群組傳播鏈，疫情並未在社區廣泛傳播，惟因北角女機艙服務員母親群組揪出備受廣大社會輿論譴責的「洪為民生日派對事件」，多名政府官員集體違法違規導致香港特區政府陷入嚴重的政治與誠信危機。由機組人員傳入的Omicron變異病毒株BA.1亞型於2022年1月中受控。

### 2022年1月中旬至5月中旬

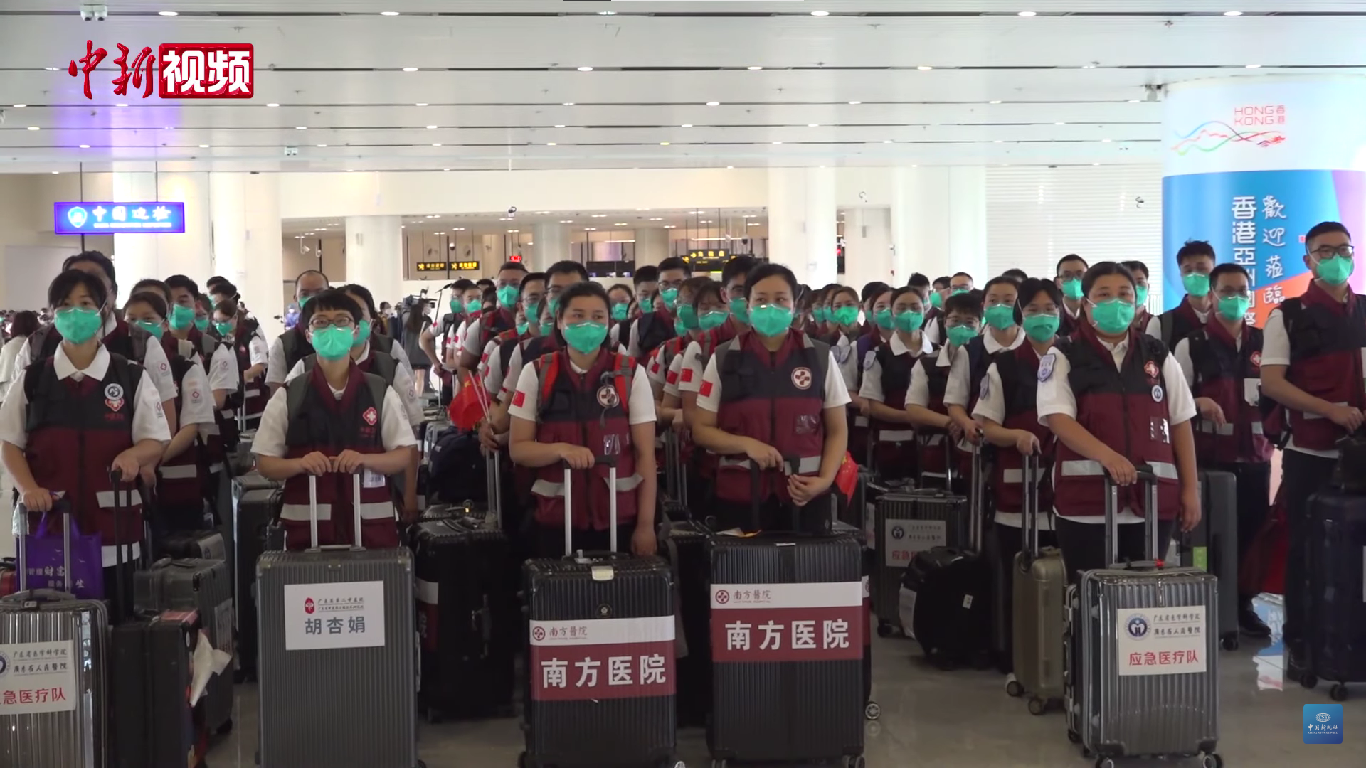
3月16日，中央援港医疗队抵达香园围口岸，支援香港抗击疫情

傳染性更強的Omicron變異病毒株BA.2亞型卻因為位於油麻地的檢疫酒店香港海景絲麗酒店發生內部交叉感染，形成「檢疫酒店群組」並導致第五波疫情大爆發。「檢疫酒店群組」起因於一名在2021年12月20日抵港的43歲巴基斯坦裔女子於酒店內接受隔離檢疫期間受到同樓層相連房間帶有高度傳染性的Omicron變異病毒株BA.2亞型的兩名尼泊爾男子交叉感染，她在酒店的21天隔離檢疫期在1月10日屆滿時，未有被檢測出已受到感染，她隨後返回大坑東邨東滿樓的住所，傳染性極強的Omicron變異病毒株BA.2亞型因而被帶入社區，到1月15日的檢測才出現陽性，與她同住的5名家人，一個居於元州街寶華閣的4人家庭，以及在同一大廈的住戶都已受到該種變異病毒株感染，僅第一代傳播就牽涉12人，病毒亦傳播到美孚百老匯街地利亞修女紀念學校等三所學校，一名居於馬鞍山錦豐苑的監考女教師和多名學生，以及一名居於美孚新邨的幼稚園教師先後確診，「檢疫酒店群組」更因為巴裔女子的丈夫在葵涌邨的垃圾房拾荒引發超過440名居民染疫。雖然政府在該邨多棟大廈實施圍封強檢或禁足，但未能阻止病毒擴散。1月18日有一名在銅鑼灣的一家寵物店工作的女店員確診Delta變異病毒株，「寵物店群組」出現後政府要求全港有飼養倉鼠的市民同意棄養供漁護署大規模人道毀滅。
2022年1月下旬起疫情在香港社區蔓延，初期個案集中在葵涌邨，後來蔓延至其他地區，並出現Omicron變異病毒株及Delta變異病毒株同時傳播。2月1日是農曆新年，新年假期的跨家庭聚會、拜年及團年活動，使疫情在2月5日起急劇惡化。2月9日，單日確診首次破千宗，確診數字在1月23日至2月25日以約每5天升一倍，大部分感染個案都涉及衍生自「檢疫酒店群組」的Omicron變異病毒株BA.2亞型。2月25日，單日確診首次破萬宗，達到10,010例，確診數字之後縮短至每2天約增加一倍，受制於香港特區政府的「動態清零」政策，當時並不容許患者及其家人居家隔離及治療，確診者及其緊密接觸者都必須被送往醫院或隔離設施，公立醫院隔離病房的容量已經飽和，卻有大量無症狀或輕症患者都因為要配合港府執行「動態清零」而被送入醫院，導致醫院外的露天位置需要放置大量病床，包括明愛醫院在內的多家公立醫院都有大批候診者在戶外露宿等候入院。2月16日起香港氣溫顯著下降，晚間氣溫跌至攝氏10度以下，天氣寒冷及持續下雨，滯留在醫院室外的大批病人被逼在濕冷的寒風下瑟縮及着涼，引起香港及國際輿論關注，到2月18日晚上醫院才勉強騰出空間供大部分病人擠進室內。
因為傳統核酸檢測已無法跟上疫情的發展，而自行做快速抗原檢測的工具已日趨普及，港府改變過往只認可由特定承辦商作核酸檢測的做法，自2月25日起也承認快速抗原檢測陽性的個案，並在3月7日開通快速檢測申報平台，供市民申報。至2022年2月中旬，在動態清零下的所有確診者及密切接觸者都會被送往醫院或入住隔離設施，卻有高官及議員於同期享有特權沒有進入隔離營及可選擇居家隔離，至其後因為陽性個案持續增加，港府於2月尾才接受部分患者在家隔離治療，至3月13日最少有30萬名確診者正在居家隔離。

### 是否進行全民檢測的爭論
行政長官林鄭月娥於2月22日推翻她過往多次稱香港不適合全民檢測的說法，林鄭月娥宣稱即將在香港舉行全民強制檢測，所有人要完成三次核酸檢測，但其不斷改變的說法卻進一步動搖市民對政府的信任及造成信息混亂，而港府在政治正確的壓力下亦陷入既無法清零又不可選擇共存的兩難局面，隨後立法會議員及建制派政客屢次發表香港將要實施封城及禁足等言論，造成民眾恐慌，導致市面出現糧食、日用品及藥物的搶購潮與混亂。
對此，中國大陸部落客、也是紅三代的任意以「兔主席」的網名在2月發文評論香港第5波疫情，他稱雖然知道中央的好意，但香港缺乏必要的政治、社會、文化及公共管理的基礎，他推估不可能落實「動態清零」，提議香港採取與病毒共存策略，總好過現在付出了嘗試清零的代價，卻得不到清零的好處，弄得兩頭都不靠。
3月9日，林鄭月娥改口稱不會因為之前自己講過要在3月內進行全民強制核酸檢測便勉強去做，這個已不是優先項目，目前沒有這方面的時間表可交代，但建制派媒體及論者於同月下旬仍在施壓港府要效法上海封城，並以此抨擊林鄭月娥沒有實施全港封控及全民強檢，至4月初上海封城產生大量次生災害終使建制派對港府的施壓及抨擊消退。
2022年3月17日，身兼政府專家顧問的香港大學微生物學系講座教授袁國勇，聯同港大醫學院臨牀助理教授薛達和名譽臨牀副教授龍振邦在《明報》發表署名文章，指出第五波疫情的主浪是由外防輸入的檢疫酒店引起，Omicron BA.2變種病毒由檢疫酒店流入社區後出現廣泛的隱性傳播，引致疫情大爆發。現在即使第五波疫情漸趨平緩也會持續多個月每日確診數千宗，建議當局盡快公布復常計劃及路線圖，爭取香港社會在夏季復常，疫苗接種率如達到95%，可逐步放寬防疫措施；又提出輕症患者無須強制被帶到隔離設施，將防疫人手用於幫助更需要的人；而政府之前提出的全民強檢已沒有實際作用，應將資源用於救治患者，提升醫療容量；因為輸入個案與本地最少70萬宗確診相比已是滄海一粟，所以可盡早恢復國際航班，三位專家認為政府早日公佈明確的社會復常計劃，對於市民重拾對前景的信心十分重要。香港大學感染及傳染病中心總監何栢良在受訪時表示認同三位專家的看法，香港應在提高疫苗接種率後使經濟活動復常，逐步放寬防疫限制，戴口罩則是最後解除的措施，同時認為康復的長者應在後3個月後接種一劑復必泰疫苗加強免疫力。林鄭月娥在同日的記者會表示強烈感受到普羅市民對防疫措施的容忍力下降，金融機構也失去耐性，防疫措施有檢討的空間，對於政府專家稱95%接種率才可以放寬措施，林鄭稱這是自綁手腳，因為昨天接種第一針的只有八千多人，要達到這個接種率還有很長的路，放寬措施的時間不能單看這個指標，但會繼續提高接種率。身兼政府疫苗專家顧問的港大醫學院內科學系臨床教授孔繁毅在香港商業電台的專訪上表示，根據香港大學的研究，香港的實際感染人數已累計至350萬人，加上疫苗接種率已提高，特別是第五波疫情在社區已廣泛傳播，香港人口已出現群體免疫，這也反映於近日的確診人數有下降趨勢，只要確診個案持續減少及提高完整疫苗覆蓋率，香港便具備放寬防疫措施的條件，餐廳可恢復晚市及重新開放康樂設施，鑑於香港的感染人數已經比部分國家更高，因此可恢復國際航班及對已完成接種疫苗並在病毒檢測呈陰性的入境人士免除強制隔離。袁國勇在3月20日受訪時表示，大量進行核酸檢測在香港已不重要，因為部分患者確診半年後仍然會呈陽性，應以快速抗原測試為主；袁又指過往的圍堵政策已不合時宜，應該將重點放在降低入院及死亡數字，當局亦應分清哪些病人是死於新冠病毒，還是帶病毒卻因為其他原因死亡，減少公眾恐慌；袁又稱近期使用的莫納皮拉韋及帕克斯洛維德口服藥可有效減少長者重症。

### 高峰後確診個案消退
第五波疫情於2022年3月3日見頂後逐漸消退（當日經快速抗原測試及核酸檢測的陽性個案達76,991宗），至4月9日核酸檢測陽性個案897宗，接獲快速檢測陽性1638宗，當中大部分屬無症狀個案。隨著群體免疫的形成，醫療壓力得以承受，專家顧問袁國勇表示只要繼續推展疫苗接種工作，香港可於今年5月放寬社交距離限制，7月完成疫苗接種後，香港可於2022年聖誕節前後完全恢復正常，預期香港今年將會有「快樂聖誕」；專家顧問孔繁毅表示，香港的第三針接種比例如達到9成，將會比新加坡更有條件開放防疫措施，孔又稱如疫情穩步下降，香港在今年6至7月將具備在室外無須佩戴口罩的條件。

### 假期後疫情持續穩步回落
2022年4月15日至18日是復活節連同週末的長假期，適逢2022年消費券第一期發放，市民都趁假期逛街購物或郊遊，市面人流明顯增加，不過假期後沒有發生疫情反彈的情況，陽性個案繼續穩步回落，專家顧問許樹昌及孔繁毅均認為香港最少有400多萬人曾經受到感染，體內已產生抗體，加上大部分人已接種疫苗，香港人口已築起免疫屏障，如病毒沒有重大轉變，香港在半年至1年內，疫情大幅反彈的機會很低，惟即使進行全民檢測也難以徹底將確診個案清零，清零亦不可能長期持續，應把資源用於防重症和死亡，避免醫療系統承受過大壓力。

### 確診個案/變異病毒株
2022年6月起，香港疫情因為Omicron變異病毒株BA.2.12.1亞型、Omicron變異病毒株BA.4亞型、Omicron變異病毒株BA.5亞型反彈，單日確診破千，8月28日更新增逾九千宗確診，創3月底以來新高。
2022年8月30日，衛生署衛生防護中心公佈各變異病毒株佔比，Omicron BA.5佔49.5%、Omicron BA.4佔6.7%、Omicron BA.2.12.1佔6.1%、Omicron BA.2.2佔37.7%。Omicron BA.5繼續成為主流毒株。該波疫情已於9月8日第2度見頂，並達到11,091宗（本地:10,910宗），此後1星期逐漸緩和（至9月12日為7938宗，中秋節過後9月16日曾反彈至8999宗，之後再次回落）。CHP宣告9月25日起不再舉行疫情記者會，改以新聞犒發放（當日進一步緩和至3000宗+水平，低見3894宗）。
2022年10月起，由於政府放寬入境限制，加上境外確診人士帶來有新的病毒株流入香港（例如BQ.1.1、BA.2.75.2、XBD等）（每天平均一宗）確診個案緩慢回升，由10月4日的3000多宗水平升至5000多宗，其後維持約1個多月。2022年11月13日，本地疫情重新上升至6000多宗，此後疫情急劇惡化（11月17日更第2度重上8000多宗水平，自22年9月初以來新高）。2022年11月24日，確診個案升到9000多宗，其後稍微回落。至2022年12月1日，確診個案自3個月來再次達到10000多宗，其後繼續維持升勢。2022年12月23日，確診個案達到20000多宗。

### 行政長官優化多項防疫措施
2022年12月28日，香港行政長官李家超宣布優化防疫措施，包括取消檢疫令，以及不再界定密切接觸者，但會通過確診患者向相關人士發出健康措施建議。另外，當局指考慮到整體社會已達致相當高的疫苗接種率，加上社會已建立較廣泛的防疫屏障，將取消疫苗通行證和所有入境人士強制核酸檢測的要求；也會取消所有社交距離措施，包括限聚令、1.5米餐桌距離和每枱人數限制等，只維持口罩令。上述優化措施會於12月29日起生效。當局並統一海外、內地、澳門以及台灣抵港人士的入境安排，29日起毋須在抵港當天或抵港後接受核酸檢測，改為自行進行快速測試至第五天的健康建議。
2022年12月31日確診個案達到29000多宗後，疫情漸趨緩和。

### 2023年
由2023年1月16日起調整新冠病毒核酸檢測結果的判定標準。由該日起發出的檢測結果，除作為臨床診斷用途外，如檢測Ct值為35或以上，會一律被界定為陰性。衞生署衞生防護中心由同日凌晨零時起，不再把核酸檢測結果Ct值達35或以上的人士列作確診個案。有關人士不會獲發隔離令（即不用進行家居隔離，亦不會被安排進入社區隔離設施）。調整後的判定標準同樣適用於在社區檢測中心／檢測站進行的免費及自費檢測，其中自費檢測的陰性證明可用作跨境等用途。
1月19日，政府宣佈由1月30日起，不會再向新冠病毒感染人士發出隔離令，患者毋須再在住所、醫院或隔離設施等接受隔離；而檢測陽性的人士，亦毋須再透過衛生署署方的網上平台申報，無症狀感染者可以外出活動和上班，但建議學生不要上學，如有需要可求醫，做法與其他呼吸道疾病類似。當局會發信通知全港醫生，只需呈報嚴重和死亡個案，中心日後只會經專題網站上載核酸陽性數字及死亡個案，取代新聞公告，做法與流感等呼吸道風土病相同。
2月28日，政府宣布考慮了最新疫情和風險後，3月1日起開始全面取消口罩令，香港為全球最後一個取消口罩令地區。為保護高危群組，進入醫療設施的人士以及有部份行業（如飲食業及零售業等）工作的員工仍必須戴口罩，院舍亦可透過行政指令要求職員和到訪人士戴口罩。至此，維持約3年的新冠肺炎防疫措施結束。
本港自三月初撤銷口罩令後，所有對大眾適用的防疫措施均已經解除，社會經已全面復常，新冠已按一般上呼吸道感染方式管理，防疫措施亦以保護高危群組為重點。
隨着世衞於5月5日宣布新冠疫情不再構成「國際關注的突發公共衞生事件」，政府將參考世衞對疫情的最新意見，評估本地情況和風險及病毒變異情況，檢視疫情防控應變級別，並相應調整餘下與疫情相關的措施及安排，會適時作出公布。
2023年5月30日，政府公布，即時將應變級別由「緊急」調低至「戒備」，「應對疫情指導及協調組」和抗疫專家顧問團的架構同步撤銷。

## 第六波疫情

### 第六波（2023年4月中旬至2023年5月）
2023年4月中，香港疫情再次反彈，並引發第六波疫情，每日新增核酸檢測確診達到500多宗，污水病毒量亦重回去年12月高峰水平，但因中國大陸放棄對新冠病毒實行清零政策，因此香港政府並無意重啟防疫措施。

## 反應與影響
香港政府自2022年1月起大幅收緊社交距離限制，除了在早幾波疫情受影響的食肆，美容院，卡啦OK，健身室等外，連髮型屋及宗教處所也要停業。而食肆及商場更受限於疫苗通行證政策生意進一步受損，有部分食肆更因此停業甚至結業，導致失業率從11月至1月的3.9%在短短兩個月急升至5%。
2022年2月25日起香港疫情在同年2月19日至2月22日寒流及長命雨後急劇惡化，加上受俄烏戰爭影響，令恆生指數在2月23日至3月15日間大跌22.92%。
2022年2月10日至4月20日，香港政府重推2人限聚令，而且限聚令亦用於私人地方，多於2戶誇家庭聚會亦被禁止。
同時，為了配合特區政府的抗疫工作，中學或以下學校破天荒於非夏季放暑假，不遲於3月17日開始放暑假，直至復活節假期結束，然後一直上課至8月12日。
2022年3月4日，在第5波疫情影響下，港鐵更因疫情導致車務人手緊張，首次減繁忙時間列車班次，同時巴士公司亦有多條路線全日停駛。
此外，因應疫情嚴重，由2022年3月9日起至4月15日，行政長官除周二行政會議外，每天與相關局長每日會舉行新聞發布會。

## 疾病名稱
對於由嚴重急性呼吸系統綜合症冠狀病毒2型引發的疾病，香港法定名稱最初為「嚴重新型傳染性病原體呼吸系統病」，在4月29日起改為「2019冠狀病毒病」。香港特別行政區政府新聞公報早期使用的命名是「武漢肺炎病例」，後來用「新型冠狀病毒感染」，在2020年2月19日起，衞生防護中心改稱它為「2019冠狀病毒病」。
武漢肺炎
香港傳媒在疫情爆發初期普遍採用此名稱，包括《明報》、《星島日報》、《蘋果日報》、《東方日報》、《成報》、《香港經濟日報》、《頭條日報》、《癲狗日報》、《立場新聞》、《am730》、《晴報》、《香港01》、《852郵報》等，稱呼為「武漢肺炎」，簡稱「武肺」。
變種病毒
無綫新聞有時也會稱呼「變種病毒」。
新型肺炎
《热血时报》、有線新聞、商業電台、香港電台，稱呼為「新型肺炎」。
新冠肺炎
後來，《明報》、《星島日報》、《香港經濟日報》、《頭條日報》、《am730》、《晴報》、《東方日報》、《經濟通》、《大公報》、《香港01》，逐漸改用「新冠肺炎」。
新冠病毒
now新聞稱呼為「新型冠狀病毒」或「新冠病毒」。
無綫新聞初期稱呼為「新型肺炎」，後稱呼為「新冠肺炎」，現稱呼為「新冠病毒」。

### 感染群組及事件
- 第一波疫情：打邊爐家族
- 第二波疫情：留學生群組
- 第三波疫情：慶回歸群組、富臨生日宴群組、貨櫃碼頭群組
- 第四波疫情：歌舞群組、健身中心群組、保安局高官出席涉性侵晚宴事件
- 第五波疫情：望月樓群組、北角空姐群組、洪為民生日派對事件、檢疫酒店群組、寵物店群組

### 香港疫情相關
- 2019冠狀病毒病香港疫情病例統計
- 2019冠狀病毒病香港疫情相關爭議
- 香港2019冠狀病毒病疫苗接種計劃
- 2019冠狀病毒病香港疫情相關安排
- 2019冠狀病毒病香港疫情相關中小企舒緩措施

### 其他地區疫情
- 2019冠狀病毒病中國大陸疫情
- 2019冠狀病毒病澳門疫情

## 外部連結
- 2019冠状病毒病专题网站（页面存档备份，存于） - 香港特别行政区政府
- 嚴重新型傳染性病原體呼吸系統病 - 衛生防護中心
- 新型冠狀病毒感染本地情況互動地圖（页面存档备份，存于） - 衞生防護中心
- 武漢肺炎民間資訊（页面存档备份，存于）
- 新冠肺炎患者到過的地方（页面存档备份，存于）
- 本地疫情概況（页面存档备份，存于） - 香港大學公共衛生學院
- on.cc東網《香港疫慌》專頁（页面存档备份，存于）
- 星島頭條－第五波疫情資訊專頁 （页面存档备份，存于）